# 제임스 머리 (사전 편찬자)
제임스 오거스터스 헨리 머리(영어: James Augustus Henry Murray, 1837년 2월 7일 ~ 1915년 7월 26일), 간단히 제임스 머리(James Murray)는 스코틀랜드의 사전 편찬자이다. 1879년부터 사망할 때까지 옥스포드 영어 사전 (OED)의 주요 편집자였다.